# Elizabeth Simcoe

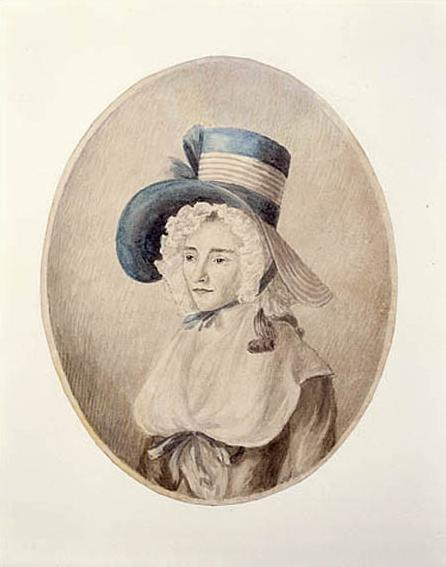
Elizabeth Simcoe

Elizabeth Posthuma Simcoe geb. Gwillim (getauft 22. September 1762  in Aldwincle, Northamptonshire, England; † 17. Januar 1850 in Wolford Lodge bei Honiton, England) war die Ehefrau von John Graves Simcoe, dem ersten Vizegouverneur von Oberkanada. Sie führte ein kulturhistorisch bedeutsames Tagebuch, das sie zudem mit fast 600 Aquarellbildern illustrierte. Diese vermitteln einen oft rezipierten Eindruck über die Frühzeit der historischen Provinz Oberkanada.

## Kindheit und Jugend
Elizabeth wurde Ende September 1762 in Aldwincle, Northamptonshire als einziges Kind ihrer Eltern Thomas und Elizabeth (geb. Spinckes) Gwillim im Haus ihrer Großmutter mütterlicherseits geboren. Die seit dem 14. Januar 1750 bestehende Ehe war bis zu diesem Zeitpunkt kinderlos geblieben. Thomas Gwillim, Colonel des 50th Regiment of Foot, verstarb am 29. Januar 1762 auf dem Gebiet des Heiligen Römischen Reiches während eines Einsatzes im Siebenjährigen Krieg. Die Todesursache oder -umstände sind nicht überliefert. Von der Schwangerschaft seiner Frau erfuhr er nicht mehr.
Seine Witwe Elizabeth Gwillim überlebte die Geburt nur um wenige Stunden und wurde am 23. September 1762, einen Tag nach der Taufe ihrer Tochter, in der Kirche von Aldwincle begraben.
Im Gedenken an ihre verstorbenen Eltern erhielt das Mädchen den Vornamen ihrer Mutter sowie den Zweitnamen Posthuma. Taufpatin war die jüngere Schwester ihrer Mutter, Margaret Spinckes (spätere Graves, 1728–1808).
Das Kind wuchs zwischen den Haushalten ihrer Großmutter und Tante mütterlicherseits sowie den beiden auf dem Familiensitz ihrer Familie väterlicherseits verbliebenen Tanten auf. Im Jahr 1769 heiratete Margaret Spinckes am 14. Juni in der Kirche von Aldwincle den Marineoffizier Samuel Graves, den sie vermutlich bei einem Aufenthalt in Bath im Winter 1768/69 kennengelernt hatte. Der in erster Ehe kinderlos gebliebene Witwer zeigte sich erfreut über den Familienzuwachs in Form einer Ziehtochter, und nach dem Tod der Großmutter 1776 verlegte Elizabeth ihren Hauptaufenthaltsort auf das Landgut Hembury Fort House ihres angeheirateten Onkels in Devon.
Briefe ihrer besten Freundin Mary Anne Burges aus späterer Zeit zeugen von den unbeschwerten Tagen, die die beiden auf Hembury Fort House verbrachten; die Mädchen blieben oftmals bis weit in die Morgenstunden gemeinsam wach, schwänzten die von Margaret Graves (die sie mit dem unvorteilhaften Spitznamen „La Dama Duende“ in Anlehnung an den Titel der im deutschen Sprachraum als Dame Kobold bekannten Komödie von Pedro Calderón de la Barca bedachten) anberaumten Bibelstunden oder lernten gemeinsam Spanisch.

## Ehe mit John Graves Simcoe
Ende 1781 kehrte der Patensohn ihres angeheirateten Onkels, John Graves Simcoe, aus dem Amerikanischen Unabhängigkeitskrieg zurück. Sein Vater John Simcoe und Samuel Graves, beide zu dieser Zeit Kapitäne in Diensten der Royal Navy, waren bis zu dessen Tod 1759 eng befreundet gewesen. Samuel Graves zeigte zeitlebens großes Interesse an seinem Patensohn und lud diesen nach seiner Rückkehr aus den Dreizehn Kolonien auf seinen Landsitz ein, um sich dort von den mehrfachen Verwundungen, sowie körperlichen und psychischen Strapazen („[...] the incessant fatigues, both of body and mind, which for years he had undergone“) des Kriegseinsatzes zu erholen.
Dort lernte er die um zehn Jahre jüngere Elizabeth kennen. Die beiden wurden während seiner Rekonvaleszenz, sehr zum Leidwesen von Margaret Graves, recht schnell ein Paar. Die Sorgen der Tante galten vor allem dem Umstand, dass ihre Nichte schwanger werden, und ähnlich ihrer Mutter im Kindbett sterben könnte. Anfänglich war das Verhältnis zwischen Margaret Graves und dem Patensohn ihres Ehemannes recht gut; die beiden unterhielten während des Amerikanischen Unabhängigkeitskriegs einen Briefwechsel und Margaret Graves lud den jungen Offizier ab und an ein, mit ihr zu speisen. Ihr Verhältnis verschlechterte sich allerdings drastisch, nachdem sich die Heiratsabsicht des jungen Paares abzeichnete und Margaret Graves entwickelte eine unverhohlene Abneigung gegen den zukünftigen Ehemann ihrer Nichte.
Entgegen aller ursprünglichen Zweifel heiratete das Paar am 30. Dezember 1782 in der Kirche St. Mary and St. Giles in Buckerell. Die beiden Taufpaten Margaret und Samuel Graves waren ebenfalls ihre Trauzeugen.
In den Folgejahren wuchs die junge Familie stetig; in rascher Abfolge wurden die Kinder Eliza (1784–1865), Charlotte (1785–1842), Henrietta Maria, genannt „Harriet“ (1787–1845), Caroline (1788–1858), Sophia Jemima (1789–1864) und Francis Gwillim (1791–1812) geboren.
Der in ihrem Namen erworbene Grundbesitz in direkter Nähe zum Anwesen der Graves’ wurde bald um ein großes Haus erweitert. Wolford Lodge sollte bis zum Aussterben der Familie in männlicher Linie 1923 der Familiensitz bleiben.

## Oberkanada, 1792–96
Am 12. September 1791 wurde John Graves Simcoe, der zuvor eine recht kurze und unbedeutende Zeit als Mitglied des Unterhauses zugebracht hatte, zum Vizegouverneur der neugegründeten Provinz Oberkanada ernannt. Da Oberkanada noch nicht kolonial erschlossen war und es an den nötigen Strukturen fehlte, entschieden sich die Simcoes, die vier ältesten Töchter in England zu belassen, um ihnen eine umfangreiche Bildung zu ermöglichen. Lediglich die beiden zu diesem Zeitpunkt jüngsten Kinder Sophia und Francis begleiteten ihre Eltern.
Die Simcoes erreichten Oberkanada am 16. Juli 1792. Elizabeth Simcoe war als 'First Lady' vor allem mit der Repräsentation britischer Werte- und Kulturvorstellungen in der sich im Aufbau befindenden Provinz in gesellschaftlichen Kontexten betraut.
Ihr mittlerweile mehrfach verlegtes Tagebuch aus dieser Zeit erlaubt einen Einblick in das frühkoloniale Oberkanada, heute in etwa der Provinz Ontario entsprechend. Es handelt sich hier keinesfalls um ein ausschließlich privates Schreibvorhaben zu Erinnerungszwecken oder zukünftiger Selbstlektüre, sondern um ein Schriftstück, welches für eine kleine Gruppe Leser gedacht war. Nicht unähnlich moderner Posts in sozialen Netzwerken war es damals üblich, Briefe und Mittelungen durch Kopieren oder lautes Vorlesen mit einem weiteren Personenkreis teilen zu können. Es existieren mindestens drei Versionen, die jeweils in die verschiedenen publizierten Editionen einflossen.
Ihre Aquarelle vermitteln einen visuellen Einblick der neugegründeten Provinz; allerdings entstanden sie nicht unter einem rein dokumentarischen Gesichtspunkt. Vielmehr wählte Simcoe die Landschaftsansichten gezielt aus. So sind ihre Arbeiten als bewusst kuratierte Eindrücke zu verstehen, die, ähnlich wie ihr Tagebuch, das Kolonialvorhaben in Oberkanada für ein britisches Publikum illustrieren sollten.
Ein weiteres Betätigungsfeld war das erstellen von Landkarten zur weiteren Erschließung Oberkanadas.
Elizabeth Simcoes Tagebucheinträge zeichnen ein bemerkenswertes Bild der Diaristin selbst; obgleich den gesellschaftlichen Konventionen gewahr und darauf bedacht, den Erwartungen ihres sozialen Umfeldes gerecht zu werden, brach sie (zumindest in einem nicht-öffentlichen Rahmen) immer wieder aus diesen heraus, kommentierte trocken, dass die von ihr eingelandenen Damen der Gesellschaft sich nicht erkälteten als sie (wie von ihr bereits zuvor praktiziert) im Winter unter freiem Himmel speisten, interessierte sich für das Seefahrerhandwerk und fuhr in Ermangelung eines Dienstboten oder Herrn zur Begleitung ihren Wagen selbst.
In der Wahrnehmung ihres Umfeldes aus dieser Zeit manifestierte sich ein recht konträres Bild; Hannah Jarvis, eine ihr wenig wohlgesonnene Dame der oberkanadischen Gesellschaft, bezichtigte sie unter anderem des Geizes und der Selbstsucht und nannte sie eine „little stuttering vixon“- eine „kleine, stotternde Füchsin“. Es ist nicht überliefert, ob Elizabeth Simcoe tatsächlich stotterte, alle Vermutungen zu einem möglichen Sprachfehler beziehen sich immer wieder auf dieses einzelne Zitat einer gesellschaftlichen Rivalin. Ihre geringe Körpergröße hingegen ist verbürgt; die Tagebuchedition von 1911 zeigt unter anderem eine Fotografie eines von ihr getragenen Überrockes. Die Bezeichnung „Füchsin“, wohl die üblichen Assoziationen wie Gerissenheit und Schläue evozierend, bezieht sich vermutlich auf den Umstand, dass Elizabeth Simcoe als Privatsekretärin ihres Mannes fungierte, was die Schlussfolgerung zuließ, sie könne in seine Amtsgeschäfte eingegriffen, ja ihn sogar beherrscht haben- so jedenfalls der Gedankengang ihrer Zeitgenossin.

Der Herzog von Liancourt, ein französischer Adliger, der Nordamerika zu Beginn der 1790er Jahre bereiste, beschrieb sie wie folgt:
„Madame Simcoe ist eine Frau von 36 [33] Jahren; sie ist furchtsam, hat Geist, ist sehr artig und brav, spricht wenig und ist in Beobachtung ihrer Pflichten als Mutter und Weib sehr genau; Was soweit geht, daß sie den Geheim-Secretair ihres Mannes macht. Ihr Talent zum Zeichnen, welches sie bloß auf das Karten- und Planezeichnen beschränkt, setzt sie in den Stand, ihrem Manne sehr nützlich zu werden.“
Der entsprechende Tagebucheintrag der „Madame Simcoe“, in dem sie ein Zusammentreffen mit dem Herzog und seinen Reisebegleitern schildert, fällt deutlich kürzer aus: „The Governor took the Duke de Liancourt to see Forty-Mile Creek. I dislike them all.“ Die Interpretation des Herzogs, dass ihre wortkarge Art aus einer sittsamen Zurückhaltung herrühre, ist hiermit widerlegt.
Neben den beiden Kindern Sophia und Francis wurde während ihrer Zeit in Kanada noch die Tochter Katherine geboren. Für die Geburt wählte die werdende Mutter einen eher ungewöhnlichen Ort aus: ihre Tochter wurde im sogenannten "canvas house", ein Zelt, welches ursprünglich als eine Art Übergangslösung in Ermangelung eines passenden Domizils für den Vizegouverneur und seine Familie gedacht war, geboren. Katherine starb allerdings bereits im Folgejahr an einem hohen Fieber.
An ihren Sohn Francis Gwillim Simcoe erinnert in Toronto heute der Name einer U-Bahn Station; auf dem umliegenden Gelände befand sich einst das im Stil eines griechischen Tempels errichtete Sommerhaus der Familie Simcoe, welches die Eltern scherzhaft nach dem Kosenamen ihres Sohnes „Castle Frank“ tauften.
Sie benannte die Scarborough Bluffs und den Ort Scarborough westlich von Toronto nach der Stadt Scarborough in England.

## Rückkehr nach England und spätere Jahre
Die chronischen gesundheitlichen Probleme ihres Mannes zwangen die Familie zu einer Rückkehr nach England. Seit 1796 lebte die inzwischen wiedervereinte Familie wieder auf dem Familiensitz Wolford Lodge. Zwischen 1799 und 1804 brachte sie weitere vier Kinder zur Welt.
Im Jahr 1806 wurde John Graves Simcoe zum Commander-in-Chief of India ernannt; dem sollte allerdings eine Reise nach Portugal mit diplomatischem Auftrag vorangehen. Während einer Reise nach London, um dort Einkäufe für den bevorstehenden Umzug nach Indien zu erledigen, erhielt Elizabeth Simcoe von einem Boten die Nachricht, dass ihr Mann nach England zurückgebracht worden sei und im Sterben läge. In Begleitung der beiden mitgereisten ältesten Töchter machte sie sich auf den Weg nach Exeter, wohin man ihren wohl nicht mehr weiter transportfähigen Ehemann gebracht hatte. Sie erreichte Exeter noch rechtzeitig, um ihn lebend anzutreffen.
John Graves Simcoe verstarb am 26. Oktober 1806 und wurde in der Familienkapelle Wolford Chapel nahe seinem Wohnhaus beigesetzt. Elizabeth Simcoe übernahm daraufhin die Verwaltung des nun auf sie übertragenen Anwesens und zog keine Wiederverheiratung in betracht.
In den Jahren zwischen 1806 und 1813 von schweren Schicksalsschlägen heimgesucht, fand sie vor allem in der Religion Trost, und richtete sich sogar eine eigene Werkstatt im Haus ein, in der sie gemeinsam mit ihren Töchtern Kunstgegenstände zur Ausgestaltung lokaler Kirchen anfertigte.
Nach dem Tod ihres Mannes 1806 verstarben 1808 ihre Tante Margaret Graves, 1813 ihre beste Freundin Mary Anne Burges, und 1812 fiel ihr ältester Sohn einundzwanzigjährig in der Belagerung von Badajoz. Trotz dieser wiederholten Schicksalsschläge (sie überlebte insgesamt vier ihrer Kinder, eine Schwiegertochter und einen Enkel) führte sie weiterhin ein aktives Leben, bereiste England und Wales und zeigte auch weiterhin Interesse an der Zukunft Oberkanadas.
Von ihren neun überlebenden Kindern heiratete zu ihren Lebzeiten lediglich der Sohn Henry Addington, die jüngste Tochter, Anne (1804–1877) heiratete allerdings 1854, vier Jahre nach dem Tod der Mutter, in Abwesenheit ihrer verblieben Geschwister einen deutlich jüngeren Mann namens William Allford. Das Fehlen jeglicher Familienmitglieder bei der Hochzeit lässt auf eine Missbilligung der Ehe schließen, welche Elizabeth Simcoes Biografin Mary Beacock Fryer mit der Hypothese begründet, dass es sich bei dem nicht standesgemäßen Ehepartner um einen früheren Bediensteten der Familie gehandelt haben könnte.
Elizabeth Posthuma Simcoe verstarb am 17. Januar 1850 in Wolford Lodge und wurde in Wolford Chapel neben ihrem vierundvierzig Jahre zuvor verstorbenen Ehemann beigesetzt.

## Nachkommen
Aus der Ehe mit John Graves Simcoe gingen elf Kinder hervor:
1. Eliza  (1784–1865)
2. Charlotte (1785–1842)
3. Henrietta Maria „Harriet“ (getauft April 1787–1845)
4. Caroline (1788–1858)
5. Sophia Jemima (getauft Oktober 1790–1864)
6. Francis Gwillim (1791–1812)
7. Katherine (1793–1794)
8. John Cornwall (1798–1799)
9. Henry Addington (1800–1868)
10. Katherine (1801–1861)
11. Ann(e) (1804–1877)

## Elizabeth Simcoes Tagebuch: Quelleneditionen, Links
Elizabeth Simcoes Tagebücher wurden zweimal ediert und publiziert. Während John Ross Robertsons Textbearbeitung von 1911 viel zusätzliches Material bietet (Bilder, Anmerkungen, einen autobiographischen Bericht von Elizabeth Simcoes Diener John Bailey etc.), orientiert sich Mary Quayle Innis’ mittlerweile mehrfach aufgelegte Edition von 1965 näher an den Tagebüchern selbst. Die Bearbeitung von Robertson ist online zugänglich.
- Elizabeth Posthuma Simcoe: The Diary of Mrs. Simcoe: Wife of the First Lieutenant-Governor of the Province of Upper Canada, 1792-6, With Notes and a Biography by J. Ross Robertson, and Ninety Reproductions of Interesting Sketches Made by Mrs. Simcoe. Hrsg.: John Ross Robertson. William Briggs, Toronto 1911.
- Elizabeth Posthuma Simcoe: Mrs. Simcoe's Diary (Voyageur Classics, Bd. 8). Hrsg.: Mary Quayle Innis, Dundurn, Toronto 1965.

Weitere Links mit Bezug zu den Tagebüchern:
- Travels with Elizabeth Simcoe, Auszüge und Bilder aus ihrem Tagebuch in Englisch und Französisch
- Henry Scadding: A Simcoe Relic Among the Thousand Isles In 1796. Fragment of a Ms. Journal of Mrs. Simcoe. Toronto 1896.  – Henry Scadding war der Sohn des ehemals von John Graves Simcoe für Wolford Lodge eingestellten Gutsverwalters John Scadding, der selbigem nach Oberkanada folgte.